# Élections cantonales de 1979 en Ille-et-Vilaine
Les élections cantonales ont eu lieu les 18 et 25 mars 1979.

## Contexte départemental

### Assemblée départementale sortante
Avant les élections, le conseil général d'Ille-et-Vilaine est présidé par François Le Douarec, membre du Rassemblement pour la République. 
Il comprend 49 conseillers généraux issus des 49 cantons d'Ille-et-Vilaine. 
24 cantons sont à renouveler en 1979.
| Parti                                       | Sigle    | Élus |
| ------------------------------------------- | -------- | ---- |
| Majorité (39 sièges)                        |          |      |
| Modéré majorité                             | Mod maj. | 13   |
| Centre des démocrates sociaux               | UDF-CDS  | 12   |
| Rassemblement pour la République            | RPR      | 11   |
| Centre national des indépendants et paysans | CNIP     | 2    |
| Parti républicain                           | UDF-PR   | 1    |
| Opposition (10 sièges)                      |          |      |
| Parti socialiste                            | PS       | 9    |
| Mouvement des radicaux de gauche            | MRG      | 1    |
| Président du conseil général                |          |      |
| François Le Douarec (UDR)                   |          |      |

## Résultats à l'échelle du département

### Résultats en nombre de sièges
| Parti                                       | Sièges mis en jeu | Élus | Évolution |
| ------------------------------------------- | ----------------- | ---- | --------- |
| Centre des démocrates sociaux               | 9                 | 10   | +1        |
| Rassemblement pour la République            | 5                 | 4    | -1        |
| Modérés                                     | 3                 | 1    | -3        |
| Centre national des indépendants et paysans | 2                 | 2    | -         |
| Centriste                                   | 1                 | 1    | -         |
| Parti républicain                           | 0                 | 1    | +1        |
| Adhérents directs                           | 0                 | 1    | +1        |
| Parti socialiste                            | 4                 | 5    | +1        |

### Assemblée départementale à l'issue des élections
| Parti                                       | Sigle    | Élus |
| ------------------------------------------- | -------- | ---- |
| Majorité (38 sièges)                        |          |      |
| Centre des démocrates sociaux               | UDF-CDS  | 13   |
| Modéré majorité                             | Mod maj. | 10   |
| Rassemblement pour la République            | RPR      | 10   |
| Centre national des indépendants et paysans | CNIP     | 2    |
| Parti républicain                           | UDF-PR   | 2    |
| Adhérents directs de l'UDF                  | UDF-AD   | 1    |
| Opposition (11 sièges)                      |          |      |
| Parti socialiste                            | PS       | 10   |
| Mouvement des radicaux de gauche            | MRG      | 1    |
| Président du conseil général                |          |      |
| François Le Douarec (UDR)                   |          |      |

## Arrondissement de Rennes

### Canton de Rennes-I (Centre)
- Conseiller sortant : Henri Jouault (Mod maj), élu depuis 1973, ne se représente pas

| Candidats | Candidats             | Étiquette | Premier tour | Premier tour | Second tour | Second tour |  |
| Candidats | Candidats             | Étiquette | Voix         | %            | Voix        | %           |  |
| --------- | --------------------- | --------- | ------------ | ------------ | ----------- | ----------- |  |
|           | François Le Douarec * | RPR       | 2 191        | 46,00        | 3 376       | 69,34       |  |
|           | Henri Garnier         | UDF-AD    | 1 052        | 22,09        |             |             |  |
|           | Yves Marqueton        | PS        | 1 007        | 21,14        | 1 493       | 30,66       |  |
|           | Bernard Le Flanchec   | PCF       | 305          | 6,40         |             |             |  |
|           | Roger Girard          | PFN       | 208          | 4,37         |             |             |  |
|           |                       |           |              |              |             |             |  |
| Inscrits  | Inscrits              | Inscrits  | 10 010       | 100,00       | 10 010      | 100,00      |  |
| Votants   | Votants               | Votants   | 4 861        | 48,56        | 5 005       | 50,00       |  |
| Exprimés  | Exprimés              | Exprimés  | 4 763        | 97,98        | 4 869       | 97,28       |  |

* Conseiller général sortant du canton de Rennes-VIII (Sud-Bruz)

### Canton de Rennes-II (Centre-Ouest)
- Conseiller sortant : Georges Brand (CDS)

| Candidats | Candidats          | Étiquette | Premier tour | Premier tour | Second tour | Second tour |
| Candidats | Candidats          | Étiquette | Voix         | %            | Voix        | %           |
| --------- | ------------------ | --------- | ------------ | ------------ | ----------- | ----------- |
|           | Georges Brand *    | CDS       | 2 673        | 51,79        | 3 153       | 56,45       |
|           | André Cavan        | PS        | 1 686        | 32,67        | 2 433       | 43,55       |
|           | Jean-Yves Aubry    | PCF       | 574          | 11,12        |             |             |
|           | Philippe Pailleron | PFN       | 228          | 4,42         |             |             |
|           |                    |           |              |              |             |             |
| Inscrits  | Inscrits           | Inscrits  | 12 071       | 100,00       | 12 071      | 100,00      |
| Votants   | Votants            | Votants   | 5 281        | 43,75        | 5 701       | 47,23       |
| Exprimés  | Exprimés           | Exprimés  | 5 161        | 97,73        | 5 586       | 97,98       |

* Conseiller général sortant

### Canton de Rennes-VI (Est)
- Conseiller sortant : Roger Belliard (Mod maj)

| Candidats | Candidats            | Étiquette | Premier tour | Premier tour | Second tour | Second tour |
| Candidats | Candidats            | Étiquette | Voix         | %            | Voix        | %           |
| --------- | -------------------- | --------- | ------------ | ------------ | ----------- | ----------- |
|           | Roger Belliard *     | Mod maj   | 3 861        | 42,75        | 4 938       | 50,23       |
|           | Jean-Yves Guivarc'h  | PS        | 3 118        | 34,53        | 4 893       | 49,77       |
|           | Marie-Annik Mailleux | PCF       | 904          | 10,01        |             |             |
|           | Yves Louapre         | CG        | 792          | 8,77         |             |             |
|           | Alfred Vannier       | PFN       | 356          | 3,94         |             |             |
|           |                      |           |              |              |             |             |
| Inscrits  | Inscrits             | Inscrits  | 16 465       | 100,00       | 16 465      | 100,00      |
| Votants   | Votants              | Votants   | 9 250        | 56,18        | 10 071      | 61,17       |
| Exprimés  | Exprimés             | Exprimés  | 9 031        | 97,63        | 9 831       | 97,62       |

* Conseiller général sortant

### Canton de Rennes-VII (Sud-Est)
- Conseiller sortant : Michel Phlipponneau (PS)

| Candidats | Candidats             | Étiquette | Premier tour | Premier tour | Second tour | Second tour |
| Candidats | Candidats             | Étiquette | Voix         | %            | Voix        | %           |
| --------- | --------------------- | --------- | ------------ | ------------ | ----------- | ----------- |
|           | Michel Phlipponneau * | PS        | 5 782        | 45,28        | 8 669       | 65,32       |
|           | Jean-Pierre Dagorn    | PR        | 3 974        | 29,71        | 4 602       | 34,68       |
|           | Gaëtane Ploteau       | PCF       | 1 961        | 15,36        |             |             |
|           | Monique Rannou        | UDB       | 815          | 6,38         |             |             |
|           | Soazic Glorennec      | EXG       | 237          | 1,86         |             |             |
|           |                       |           |              |              |             |             |
| Inscrits  | Inscrits              | Inscrits  | 25 950       | 100,00       | 25 950      | 100,00      |
| Votants   | Votants               | Votants   | 13 187       | 50,82        | 13 672      | 52,69       |
| Exprimés  | Exprimés              | Exprimés  | 12 769       | 96,83        | 13 271      | 97,07       |

* Conseiller général sortant

### Canton de Bruz (division de Rennes-VIII)
- Conseiller sortant : François Le Douarec (RPR), migre dans le canton de Rennes-Centre (I)

| Candidats | Candidats          | Étiquette | Premier tour | Premier tour | Second tour | Second tour |
| Candidats | Candidats          | Étiquette | Voix         | %            | Voix        | %           |
| --------- | ------------------ | --------- | ------------ | ------------ | ----------- | ----------- |
|           | Rémi Coudron       | PS        | 3 619        | 31,47        | 7 137       | 57,02       |
|           | Alain Galesne      | UDF-Rad   | 2 590        | 22,52        | 5 379       | 42,98       |
|           | Francis Joly       | RPR       | 2 365        | 20,57        |             |             |
|           | Christian Benoist  | PCF       | 1 855        | 16,13        |             |             |
|           | Michel Thomas      | PSU       | 483          | 4,20         |             |             |
|           | Jean-Yves Gaultier | UDB       | 292          | 2,54         |             |             |
|           | Michel Duportail   | PFN       | 194          | 1,69         |             |             |
|           | Gabriel Navennec   | EXG       | 102          | 0,89         |             |             |
|           |                    |           |              |              |             |             |
| Inscrits  | Inscrits           | Inscrits  | 21 001       | 100,00       | 21 001      | 100,00      |
| Votants   | Votants            | Votants   | 11 904       | 56,68        | 12 827      | 61,08       |
| Exprimés  | Exprimés           | Exprimés  | 11 500       | 96,61        | 12 516      | 97,58       |

### Canton de Hédé
- Conseiller sortant : Jean-Louis Tourenne (PS), réélu

| Candidats | Candidats             | Étiquette | Premier tour | Premier tour |
| Candidats | Candidats             | Étiquette | Voix         | %            |
| --------- | --------------------- | --------- | ------------ | ------------ |
|           | Jean-Louis Tourenne * | PS        | 2 265        | 64,19        |
|           | Noël Roussel          | Modéré    | 990          | 23,84        |
|           | Jean-Paul Leblay      | Modéré    | 289          | 6,96         |
|           | Roland Vinet          | PCF       | 208          | 5,01         |
|           |                       |           |              |              |
| Inscrits  | Inscrits              | Inscrits  | 5 369        | 100,00       |
| Votants   | Votants               | Votants   | 4 227        | 78,73        |
| Exprimés  | Exprimés              | Exprimés  | 4 152        | 98,23        |

* Conseiller général sortant

### Canton de Liffré
- Conseiller sortant : Jean Pavy (Modéré)

| Candidats | Candidats           | Étiquette | Premier tour | Premier tour | Second tour | Second tour |
| Candidats | Candidats           | Étiquette | Voix         | %            | Voix        | %           |
| --------- | ------------------- | --------- | ------------ | ------------ | ----------- | ----------- |
|           | Jean Pavy *         | Modéré    | 1 340        | 24,97        | 2 758       | 49,03       |
|           | Jean-Michel Vincent | PR        | 1 332        | 24,83        |             |             |
|           | Clément Théaudin    | PS        | 1 265        | 23,57        | 2 867       | 50,97       |
|           | André Louazel       | DVG       | 938          | 17,48        |             |             |
|           | Ivan Le Noane       | PCF       | 491          | 9,15         |             |             |
|           |                     |           |              |              |             |             |
| Inscrits  | Inscrits            | Inscrits  | 7 352        | 100,00       | 7 359       | 100,00      |
| Votants   | Votants             | Votants   | 5 509        | 74,93        | 5 797       | 78,77       |
| Exprimés  | Exprimés            | Exprimés  | 5 366        | 97,40        | 5 627       | 97,08       |

* Conseiller général sortant

### Canton de Saint-Aubin-d'Aubigné
- Conseiller sortant : Lucien Besnard (Modéré), ne se représente pas

| Candidats | Candidats        | Étiquette | Premier tour | Premier tour | Second tour | Second tour |
| Candidats | Candidats        | Étiquette | Voix         | %            | Voix        | %           |
| --------- | ---------------- | --------- | ------------ | ------------ | ----------- | ----------- |
|           | Jean-Paul Ridard | PR        | 1 947        | 26,53        | 3 169       | 41,45       |
|           | Charles Ferré    | Modéré    | 1 707        | 23,26        | 1 916       | 25,06       |
|           | Pierre Esnault   | PS        | 1 207        | 16,45        | 2 560       | 33,49       |
|           | Anny-Lise Nogue  | Modéré    | 1 028        | 14,01        |             |             |
|           | Eliette Daurat   | PCF       | 931          | 12,69        |             |             |
|           | Claude Froger    | DVG       | 518          | 7,06         |             |             |
|           |                  |           |              |              |             |             |
| Inscrits  | Inscrits         | Inscrits  | 10 502       | 100,00       | 10 482      | 100,00      |
| Votants   | Votants          | Votants   | 7 502        | 71,42        | 7 779       | 74,21       |
| Exprimés  | Exprimés         | Exprimés  | 7 338        | 97,81        | 7 645       | 98,28       |

* Conseiller général sortant

## Arrondissement de Saint-Malo

### Canton de Cancale
- Conseiller sortant : Olivier Biard (RPR)

| Candidats | Candidats          | Étiquette | Premier tour | Premier tour | Second tour | Second tour |
| Candidats | Candidats          | Étiquette | Voix         | %            | Voix        | %           |
| --------- | ------------------ | --------- | ------------ | ------------ | ----------- | ----------- |
|           | Olivier Biard *    | RPR       | 2 617        | 44,37        | 2 793       | 49,14       |
|           | Jean-Baptiste Riou | Modéré    | 1 294        | 21,94        | 1 265       | 22,26       |
|           | Maurice Jannin     | PS        | 1 246        | 21,13        | 1 626       | 28,61       |
|           | Françoise Chapa    | PCF       | 394          | 6,68         |             |             |
|           | Jean Mainguéné     | CNIP      | 347          | 5,88         |             |             |
|           |                    |           |              |              |             |             |
| Inscrits  | Inscrits           | Inscrits  | 9 003        | 100,00       | 9 003       | 100,00      |
| Votants   | Votants            | Votants   | 6 063        | 67,34        | 5 853       | 65,01       |
| Exprimés  | Exprimés           | Exprimés  | 5 898        | 97,28        | 5 684       | 97,11       |

* Conseiller général sortant

### Canton de Combourg
- Conseiller sortant : André Belliard (RPR)

| Candidats | Candidats        | Étiquette | Premier tour | Premier tour |
| Candidats | Candidats        | Étiquette | Voix         | %            |
| --------- | ---------------- | --------- | ------------ | ------------ |
|           | André Belliard * | RPR       | 3 492        | 53,38        |
|           | Joseph Hubert    | MRG       | 1 861        | 28,45        |
|           | Jean-Yves Menguy | PS        | 778          | 11,89        |
|           | Daniel Tual      | PCF       | 411          | 6,28         |
|           |                  |           |              |              |
| Inscrits  | Inscrits         | Inscrits  | 8 412        | 100,00       |
| Votants   | Votants          | Votants   | 6 685        | 79,47        |
| Exprimés  | Exprimés         | Exprimés  | 6 542        | 97,86        |

* Conseiller général sortant

### Canton de Pleine-Fougères
- Conseiller sortant : Albert Dory (PS)

| Candidats | Candidats          | Étiquette | Premier tour | Premier tour | Second tour | Second tour |
| Candidats | Candidats          | Étiquette | Voix         | %            | Voix        | %           |
| --------- | ------------------ | --------- | ------------ | ------------ | ----------- | ----------- |
|           | Albert Dory *      | PS        | 1 973        | 41,18        | 2 564       | 53,27       |
|           | Pierre Meigné      | RPR       | 1 263        | 26,36        | 2 249       | 46,73       |
|           | Julien Chapdelaine | UDF-AD    | 975          | 20,35        |             |             |
|           | Françoise Lancelot | PCF       | 580          | 12,11        |             |             |
|           |                    |           |              |              |             |             |
| Inscrits  | Inscrits           | Inscrits  | 6 182        | 100,00       | 6 182       | 100,00      |
| Votants   | Votants            | Votants   | 4 911        | 79,44        | 4 957       | 80,18       |
| Exprimés  | Exprimés           | Exprimés  | 4 791        | 97,56        | 4 813       | 97,10       |

* Conseiller général sortant

### Canton de Saint-Malo-Sud
- Conseiller sortant : Alain Roman (PS)

| Candidats | Candidats       | Étiquette | Premier tour | Premier tour | Second tour | Second tour |
| Candidats | Candidats       | Étiquette | Voix         | %            | Voix        | %           |
| --------- | --------------- | --------- | ------------ | ------------ | ----------- | ----------- |
|           | Robert Desnos   | UDF-AD    | 3 695        | 47,06        | 4 570       | 54,81       |
|           | Alain Roman *   | PS        | 2 605        | 33,18        | 3 768       | 45,29       |
|           | René Busnel     | PCF       | 785          | 10,00        |             |             |
|           | Herri Gourmelen | UDB       | 374          | 4,76         |             |             |
|           | Daniel Le Goff  | PFN       | 209          | 2,62         |             |             |
|           | Henri Droguet   | PSU       | 184          | 2,34         |             |             |
|           |                 |           |              |              |             |             |
| Inscrits  | Inscrits        | Inscrits  | 13 549       | 100,00       | 13 549      | 100,00      |
| Votants   | Votants         | Votants   | 8 198        | 60,51        | 8 593       | 63,42       |
| Exprimés  | Exprimés        | Exprimés  | 7 856        | 95,83        | 8 278       | 96,33       |

* Conseiller général sortant

## Arrondissement de Fougères

### Canton de Fougères-Sud
- Conseiller sortant : Jean Le Lann (CDS)

| Candidats | Candidats            | Étiquette | Premier tour | Premier tour |
| Candidats | Candidats            | Étiquette | Voix         | %            |
| --------- | -------------------- | --------- | ------------ | ------------ |
|           | Jean Le Lann *       | CDS       | 4 208        | 56,18        |
|           | Jean-Claude Guillerm | PCF       | 1 397        | 18,65        |
|           | Benoît Delanoë       | PS        | 1 340        | 17,89        |
|           | Gérard Amiel         | MDD       | 545          | 7,28         |
|           |                      |           |              |              |
| Inscrits  | Inscrits             | Inscrits  | 12 212       | 100,00       |
| Votants   | Votants              | Votants   | 7 744        | 63,41        |
| Exprimés  | Exprimés             | Exprimés  | 7 490        | 96,72        |

* Conseiller général sortant

### Canton de Louvigné-du-Désert
- Conseiller sortant : René de Montigny (CDS)

| Candidats | Candidats          | Étiquette | Premier tour | Premier tour | Second tour | Second tour |
| Candidats | Candidats          | Étiquette | Voix         | %            | Voix        | %           |
| --------- | ------------------ | --------- | ------------ | ------------ | ----------- | ----------- |
|           | René de Montigny * | CDS       | 1 934        | 35,90        | 2 638       | 51,47       |
|           | Denys Gennevée     | Modéré    | 1 430        | 26,54        | 2 437       | 48,53       |
|           | Jean Amis          | RPR       | 1 323        | 24,56        |             |             |
|           | Pierre Gouin       | PS        | 514          | 9,54         |             |             |
|           | Gérard Philippart  | PCF       | 187          | 3,47         |             |             |
|           |                    |           |              |              |             |             |
| Inscrits  | Inscrits           | Inscrits  | 7 322        | 100,00       | 7 322       | 100,00      |
| Votants   | Votants            | Votants   | 5 508        | 75,23        | 5 387       | 73,57       |
| Exprimés  | Exprimés           | Exprimés  | 5 388        | 97,82        | 5 125       | 95,14       |

* Conseiller général sortant

### Canton de Saint-Brice-en-Coglès
- Conseiller sortant : Joseph Tronchot (CDS), ne se représente pas
- Conseiller élu : Francis Depincé (CDS)

| Candidats | Candidats        | Étiquette | Premier tour | Premier tour |
| Candidats | Candidats        | Étiquette | Voix         | %            |
| --------- | ---------------- | --------- | ------------ | ------------ |
|           | Francis Depincé  | CDS       | 3 694        | 62,83        |
|           | Jacques Faucheux | PS        | 1 752        | 29,80        |
|           | Serge Bouvier    | PCF       | 433          | 7,37         |
|           |                  |           |              |              |
| Inscrits  | Inscrits         | Inscrits  | 7 735        | 100,00       |
| Votants   | Votants          | Votants   | 6 058        | 78,32        |
| Exprimés  | Exprimés         | Exprimés  | 5 879        | 97,05        |

## Arrondissement de Vitré

### Canton de Châteaubourg
- Conseiller sortant : André David (CDS, opposition)

| Candidats | Candidats     | Étiquette | Premier tour | Premier tour |
| Candidats | Candidats     | Étiquette | Voix         | %            |
| --------- | ------------- | --------- | ------------ | ------------ |
|           | André David * | CDS       | 2 867        | 84,40        |
|           | Jean Le Duff  | PCF       | 530          | 15,60        |
|           |               |           |              |              |
| Inscrits  | Inscrits      | Inscrits  | 5 062        | 100,00       |
| Votants   | Votants       | Votants   | 3 655        | 72,21        |
| Exprimés  | Exprimés      | Exprimés  | 3 397        | 92,94        |

* Conseiller général sortant

### Canton de Retiers
- Conseiller sortant : André Egu (CDS)

| Candidats | Candidats        | Étiquette | Premier tour | Premier tour |
| Candidats | Candidats        | Étiquette | Voix         | %            |
| --------- | ---------------- | --------- | ------------ | ------------ |
|           | André Egu *      | CDS       | 4 671        | 84,36        |
|           | Jean-Yves Texier | PCF       | 866          | 15,64        |
|           |                  |           |              |              |
| Inscrits  | Inscrits         | Inscrits  | 8 215        | 100,00       |
| Votants   | Votants          | Votants   | 6 097        | 74,22        |
| Exprimés  | Exprimés         | Exprimés  | 5 537        | 90,82        |

* Conseiller général sortant

### Canton de Vitré-Ouest
- Conseiller sortant : Louis Pasquet (CDS), ne se représente pas
- Conseiller élu : Jean Poirier (CDS)

| Candidats | Candidats        | Étiquette | Premier tour | Premier tour |
| Candidats | Candidats        | Étiquette | Voix         | %            |
| --------- | ---------------- | --------- | ------------ | ------------ |
|           | Jean Poirier     | CDS       | 3 455        | 66,24        |
|           | Arlette Tardif   | MRG       | 904          | 17,33        |
|           | Claudette Pichon | PS        | 702          | 13,46        |
|           | René Gazengel    | PCF       | 155          | 2,97         |
|           |                  |           |              |              |
| Inscrits  | Inscrits         | Inscrits  | 8 215        | 100,00       |
| Votants   | Votants          | Votants   | 6 097        | 74,22        |
| Exprimés  | Exprimés         | Exprimés  | 5 537        | 90,82        |

## Arrondissement de Redon

### Canton de Bain-de-Bretagne
- Conseiller sortant : Constant Hubert (CNIP)

| Candidats | Candidats         | Étiquette | Premier tour | Premier tour |
| Candidats | Candidats         | Étiquette | Voix         | %            |
| --------- | ----------------- | --------- | ------------ | ------------ |
|           | Constant Hubert * | CNIP      | 3 958        | 55,15        |
|           | Georges Magnant   | UDF-PR    | 904          | 17,33        |
|           | Louise Moison     | PS        | 1 092        | 15,22        |
|           | Roseyne Hipeau    | PCF       | 416          | 5,80         |
|           |                   |           |              |              |
| Inscrits  | Inscrits          | Inscrits  | 9 498        | 100,00       |
| Votants   | Votants           | Votants   | 7 324        | 77,11        |
| Exprimés  | Exprimés          | Exprimés  | 7 177        | 97,99        |

* Conseiller général sortant

### Canton de Grand-Fougeray
- Conseiller sortant : Noël Chevalier (Centriste)

| Candidats | Candidats        | Étiquette | Premier tour | Premier tour |
| Candidats | Candidats        | Étiquette | Voix         | %            |
| --------- | ---------------- | --------- | ------------ | ------------ |
|           | Noël Chevalier * | Mod maj   | 1 982        | 84,59        |
|           | Marc Alligant    | PS        | 234          | 9,99         |
|           | André Bourdet    | PCF       | 127          | 5,42         |
|           |                  |           |              |              |
| Inscrits  | Inscrits         | Inscrits  | 3 096        | 100,00       |
| Votants   | Votants          | Votants   | 2 408        | 77,78        |
| Exprimés  | Exprimés         | Exprimés  | 2 343        | 97,30        |

* Conseiller général sortant

### Canton de Pipriac
- Conseiller sortant : Gaël de Poulpiquet du Halgouët (RPR)

| Candidats | Candidats                        | Étiquette | Premier tour | Premier tour |
| Candidats | Candidats                        | Étiquette | Voix         | %            |
| --------- | -------------------------------- | --------- | ------------ | ------------ |
|           | Gaël de Poulpiquet du Halgouët * | RPR       | 3 789        | 66,30        |
|           | Gilbert Amossé                   | PS        | 1 559        | 27,28        |
|           | Henri Callewaert                 | PCF       | 367          | 6,42         |
|           |                                  |           |              |              |
| Inscrits  | Inscrits                         | Inscrits  | 7 967        | 100,00       |
| Votants   | Votants                          | Votants   | 5 887        | 73,89        |
| Exprimés  | Exprimés                         | Exprimés  | 5 715        | 97,08        |

* Conseiller général sortant

### Canton du Sel-de-Bretagne
- Conseiller sortant : André Hupel (CDS)

| Candidats | Candidats      | Étiquette | Premier tour | Premier tour |
| Candidats | Candidats      | Étiquette | Voix         | %            |
| --------- | -------------- | --------- | ------------ | ------------ |
|           | André Hupel *  | CDS       | 1 362        | 64,40        |
|           | Louis Josselin | PS        | 566          | 26,76        |
|           | Alain Tirel    | PCF       | 187          | 8,84         |
|           |                |           |              |              |
| Inscrits  | Inscrits       | Inscrits  | 3 007        | 100,00       |
| Votants   | Votants        | Votants   | 2 231        | 74,19        |
| Exprimés  | Exprimés       | Exprimés  | 2 115        | 94,80        |

* Conseiller général sortant

## Ancien arrondissement de Montfort-sur-Meu

### Canton de Bécherel
- Conseiller sortant : Louis de La Forest (CNIP)

| Candidats | Candidats            | Étiquette | Premier tour | Premier tour |
| Candidats | Candidats            | Étiquette | Voix         | %            |
| --------- | -------------------- | --------- | ------------ | ------------ |
|           | Louis de La Forest * | CNIP      | 2 739        | 69,10        |
|           | Pierre Daucé         | PS        | 1 022        | 25,78        |
|           | Jean-Luc Martin      | PCF       | 203          | 5,12         |
|           |                      |           |              |              |
| Inscrits  | Inscrits             | Inscrits  | 5 108        | 100,00       |
| Votants   | Votants              | Votants   | 4 023        | 78,76        |
| Exprimés  | Exprimés             | Exprimés  | 3 964        | 98,53        |

* Conseiller général sortant

### Canton de Plélan-le-Grand
- Conseiller sortant : Pierre de Rémond du Chelas (RPR), ne se représente pas.

| Candidats | Candidats               | Étiquette | Premier tour | Premier tour | Second tour | Second tour |
| Candidats | Candidats               | Étiquette | Voix         | %            | Voix        | %           |
| --------- | ----------------------- | --------- | ------------ | ------------ | ----------- | ----------- |
|           | Marie-Joseph Bissonnier | Modéré    | 2 132        | 40,28        | 3 289       | 65,71       |
|           | Hervé Kervella          | UDF-Rad   | 1 561        | 29,30        | 1 551       | 34,29       |
|           | François du Boberil     | CNIP      | 964          | 18,21        |             |             |
|           | Albert Michel           | PCF       | 646          | 12,21        |             |             |
|           |                         |           |              |              |             |             |
| Inscrits  | Inscrits                | Inscrits  | 7 111        | 100,00       | 7 110       | 100,00      |
| Votants   | Votants                 | Votants   | 5 428        | 76,33        | 5 272       | 74,15       |
| Exprimés  | Exprimés                | Exprimés  | 5 293        | 97,51        | 5 005       | 94,94       |